# Banda de la Unió Musical Santa Cecília d'Onda
La Banda de la Unió Musical Santa Cecília d'Onda és l'agrupació musical més antiga de totes les que pertanyen a la Unió Musical Santa Cecília d'Onda.

## Història

### Naixement
El 1802 l'Ajuntament d'Onda va convocar un plaça per a organista i mestre de música.
Les primeres notícies que tenim de l'existència d'una banda de música a Onda es remunten al 21 d'abril del 1854. L'acta municipal d'aquell dia permet que la societat filharmònica acabada de formar per alguns veïns d'Onda prenga el títol de municipal. Este document va ser trobat el 2003 per Daniel Torner Huguet; abans es pensava que l'origen de la banda era el 1881.
Malgrat això sabem que anteriorment ja hi havia hagut algunes agrupacions musicals a Onda com la banda de la Confraria del Rosari o grups com "Mano negra" o "Los microbios" apareguts just després de la Guerra del Francès (1808-1814).

### Consolidació
L'any 1881 s'adquirixen uniformes per a la banda de música, fet que fa suposar que es tractava ja d'una agrupació ben consolidada.
L'any 1886 es va participar en el primer certamen de Bandes de Música celebrat a la ciutat de València.
A partir d'eixe moment la banda canvia diverses vegades de nom sobretot per motius polítics i per enfrontaments quotidians, cosa que deixa entreveure la poca organització que tenia l'agrupació en el seu si.
Durant la Segona República Espanyola existixen a Onda dues bandes de música: una dirigida pel mestre Joan Baptista Ramos, assassinat el 1936, i una altra dirigida pel mestre Ismael Peris, mort el 1941.

### 1939 - 1972
Acabada la Guerra Civil Espanyola (1936-1939), les dues bandes s'ajunten i formen una sola entitat.
Cap al 1970 una forta crisi va sacsejar la Banda d'Onda.

### 1973 - 2010
El 13 de maig del 1973 es va crear la Societat Musical Unió Musical Santa Cecília d'Onda que va incorporar a la Banda de Música ja existent en aquell moment i va posar en marxa el Conservatori.
L'any 1981 es va celebrar el cent aniversari de la Banda de Música però el 2004 es va celebrar el cent cinquanta aniversari, gràcies a la troballa feta per Daniel Torner.
El 6 de desembre del 2006 es va inaugurar el nou Centre d'Estudis Musicals, Conservatori, situat al darrere de l'Auditori de la UMSCO, el qual es va construir el 1987.

## Directors[calcitació]
Des de la seua federació en el si de la UMSCO els seus directors han sigut:
- 1972 - 1981: Luis Sanjaime
- 1981 - 2002: Miguel Rodrigo
- 2002 - 2005: Joaquin Ortells
- 2005 - 2012: Antonio Alapont
- 2012 - : Daniel Gómez

## Activitat
Des del 1997 la Banda UMSCO ha visitat en tres ocasions el Palau de la Música de València: 1997, 1999 i 2008. Les dues darreres amb la companyia del Cor del Centre d'Estudis Musicals d'Onda.
També ha visitat la població francesa de Montendre, fruit de l'agermanament d'aquest poble amb Onda.